# Vanity and Its Cure
Vanity and Its Cure è un cortometraggio muto del 1911 diretto da Harry Solter e prodotto dalla Lubin.

## Trama
Una moglie sciocca e stravagante deve imparare a tenere a freno la sua natura bizzarra prima di farsi perdonare dal marito.

## Produzione
Il film fu prodotto dalla Lubin Manufacturing Company.

## Distribuzione
Distribuito dalla General Film Company, il film - un cortometraggio in una bobina - uscì nelle sale statunitensi il 6 marzo 1911.